# Peder Pedersen (instruktør)
 For alternative betydninger, se Peder Pedersen. (Se også artikler, som begynder med Peder Pedersen)
Peder Pedersen (født 26. april 1971 i Randers) er en dansk filminstruktør, bedst kendt for sine mange humoristiske musikvideoer og reklamefilm.
Siden 1996 har han instrueret mere end 2000 [kilde mangler] danske og udenlandske reklamefilm for internationale brands som Kellogg's, Carlsberg, Lego, McDonald's, Bayer og Panasonic, samt ca. 35 musikvideoer for bl.a. The Raveonettes, Veto, Superheroes og Aqua.
Blandt de mange velkendte reklamefilm kan nævnes Carlsberg Sport – Wasp Race, hvor en hyperenergisk hvepseflok hamrer tværs gennem alle forhindringer inklusive en privat bolig under et improviseret racerløb.
Han har modtaget flere nomineringer og priser for sine reklamefilm ved bl.a. Cannes Lions, Epica Awards og New York Advertising Festival, og han er den instruktør, der har vundet flest gange og fået flest nomineringer for bedste musikvideo ved Danish Music Awards (tidligere kaldet Dansk Grammy).[kilde mangler]
Peder Pedersen har desuden instrueret dokumentarfilmene When the Music’s Over – i Jim Morrisons fodspor (1996) og Kontrol: P-vagten (1999), samt novellefilmene The End (1999), Code of Conduct (2001) og Stille hjerte (2002).
Blandt hans mest sete værker er de computeranimerede kortfilm Lego Indiana Jones and the Raiders of the Lost Brick (2008) og Lego Star Wars: The Quest for R2-D2 (2009), der begge fik verdenspremiere på den amerikanske tv-kanal Cartoon Network, samt LEGO Star Wars: Bombad Bounty (2010), der fik premiere i Troldspejlet.
Troldspejlet viste den 26. februar 2011 et portræt af Peder Pedersen.
Desuden har Peder Pedersen sammen med Peter Stenbæk lavet musikvideoen til Aquas single Barbie girl.
På en anden front har Peder Pedersen markeret sig som redaktør og udgiver af Inferno (1989-96), et fanzine om horror- og science fiction-film.

## Kortfilm
- Friday the 13th the Final Chapter Part II (co-instruktør) (1986)
- Mark Damon: Mission Matrix (co-instruktør) (1986)
- Skriig [ja, med to i'er!] (co-instruktør) (1986)
- Schoolcamp Massacre (1988)
- Slut! (1991)
- Lykantrop (1991)
- En ulv i fåreklæder – bag kulisserne på Lykantrop (1991)
- Vågn op! (1993)
- Memoria (1993)
- Destination: Frihed (1993)
- When the Music’s Over – i Jim Morrisons fodspor (1997)
- The End (1999)
- Kontrol: P-vagten (1999)
- Code of Conduct (2001)
- Stille hjerte (2002)
- Lego Indiana Jones and the Raiders of the Lost Brick (2008)
- Det hvide guld (2009)
- Lego Star Wars: The Quest for R2-D2 (2009)
- LEGO Star Wars: Bombad Bounty (2010)
- Lego City: Hot Chase (2011)